# جورج بريغز (سياسي)
جورج بريغز (بالإنجليزية: George Briggs)‏ هو سياسي أمريكي، ولد في 6 مايو 1805 في الولايات المتحدة، وتوفي في 1 يونيو 1869 في ساراتوغا سبرينغس في الولايات المتحدة. حزبياً، نشط في الحزب الجمهوري وحزب اليمين. وقد انتخب عضو مجلس نواب فيرمونت وانتخب عضو مجلس النواب الأمريكي.